# Schloss Świerzno
Das Schloss Świerzno (polnische Bezeichnung: Dwór myśliwski) der Familie von Flemming ist ein Fachwerkbau aus den Jahren 1718–1730. Es liegt in Świerzno (Schwirsen) im Powiat Kamieński (Kreis Cammin i. Pom.) der polnischen Woiwodschaft Westpommern.

## Schlossanlage

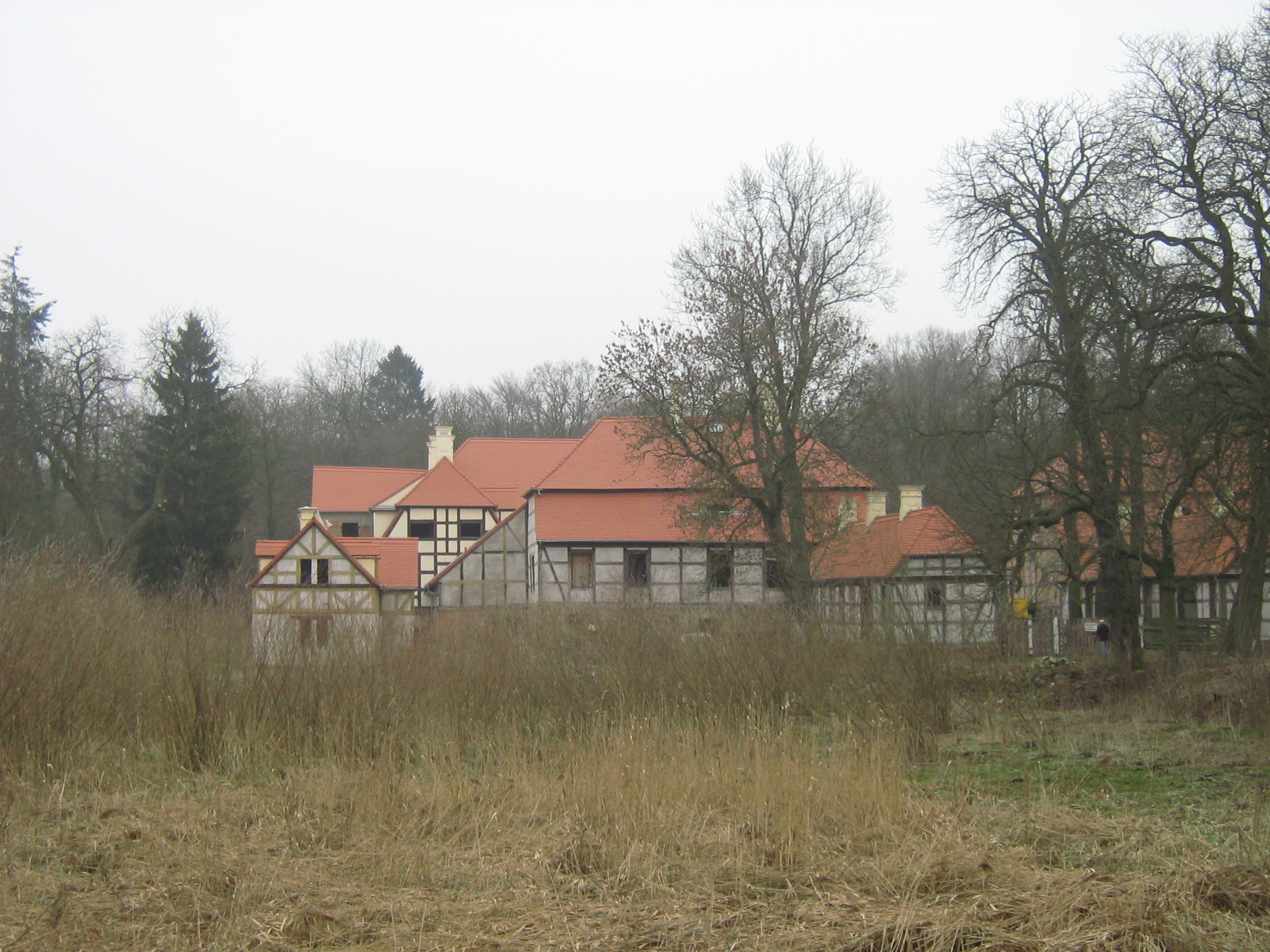

Im Jahr 1716 wurde das Dorf von Bogislaw Bodo von Flemming aus dem pommerschen Uradelsgeschlecht Flemming gekauft. Er ließ die Anlage ab 1718 von dem Zimmermann Johann Andreas Hase aus Stargard in Pommern erbauen. Sie besteht aus drei Flügeln. Der Mittelbau und der Westflügel waren die Wohngebäude, im Ostflügel waren die Stallungen untergebracht.
Im Mittelbau befindet sich der bis in den Dachstuhl reichende Tanzsaal mit einem hölzernen Spiegelgewölbe. Auf den Gewölbekehlen sind eine gemalte Brüstung und Figuren von Musikern zu sehen, die 1728 eingebracht wurden.
Das Schloss Świerzno stand nach dem Zweiten Weltkrieg einige Jahrzehnte leer und verfiel zusehends. Seit Mitte der 1970er Jahre  werden Teile des Schlosses gesichert und wiederaufgebaut. Eine Besichtigung ist teilweise möglich.

## Schlosspark
An der Einfahrt zum Park stehen zwei achteckige Fachwerkhäuser, von denen das eine, das zweigeschossige Verwalterhaus aus dem Jahre 1660, vor 1716 das Herrenhaus des Flemmingschen Anteils I war.
Der Schlosspark ist verwildert, aber dennoch sehenswert, da er die einzige Anlage französischen Typs aus der Barockzeit in Hinterpommern ist. Bei einem Spaziergang durch die Alleen des Parks lässt sich die strenge Geometrie erahnen, die die Anlage früher bestimmte. Ein Dutzend monumentale Eichen grenzen das Schlossgelände nach Westen ab.